# Ward's Island
Ward's Island és una illa situada a l'East River, a Nova York. Administrativament forma part de Manhattan. Està connectada mitjançant un pont ferroviari amb Queens pel Pont Hell Gate i enllaçada a la Randall's Island per un petit espai de terra. Les dues illes juntes són dirigides per la Fundació d'Esports d'Illa Randall sota un acord amb el Departament de Parcs i Recreació de la Ciutat de Nova York. Al seu torn, juntes formen part del districte censal 240 del comtat de Nova York, amb una població de 1.386 habitants en una àrea de 2,2 km², segons el cens de 2000 dels Estats Units.
Els viaductes que porten als ponts Robert F. Kennedy i Hell Gate arriben a l'illa des de Queens. Els vehicles accedeixen pel pont Little Hell Gate des Randall s Island, mentre que un pont de vianants i ciclable, el Ward s Island Bridge, enllaça l'illa amb el costat est de Manhattan a Harlem.
Hi ha diverses instal·lacions entre les quals un hospital psiquiàtric i una estació depuradora. L'illa ha proveït igualment d'un gran parc batejat Ward's Island Park que ofereix vistes commovedores de la ciutat, però també de terrenys d'esport, així com d'àrees de pícnic.